# Iman (model)
Zara Mohamed Abdulmajid (Mogadiscio, 25 de juliol de 1955), coneguda professionalment com a Iman, és una model, actriu i empresària somali-estatunidenca cèlebre durant les dècades del 1970 i del 1980 per ser una de les primeres supermodels africanes. Musa dels dissenyadors Gianni Versace, Issey Miyake, Calvin Klein, Donna Karan i Yves Saint Laurent, també és coneguda per la seva labor filantròpica. És la vídua del músic de rock anglès David Bowie, amb qui es va casar el 1992.

## Biografia
Zara Mohamed Abdulmajid va néixer a Mogadiscio, la capital de Somàlia. Més tard va passar a anomenar-se Iman a instàncies del seu avi. És la filla de Marian i Mohamed Abdulmajid. El seu pare fou diplomàtic i ambaixador somali a l'Aràbia Saudita, i la seva mare era ginecòloga. Té quatre germans: Elias i Feisal, i dues germanes menors, Idil i Nadia.
Va viure amb els seus avis els primers anys. Als quatre anys, va ser enviada a un internat a Egipte, on va passar la major part de la seva infància i adolescència. Després dels disturbis polítics a Somàlia, el seu pare va portar la família de tornada a país. A instàncies d'ella, la mare i els germans van viatjar posteriorment a Kenya i després se'ls van unir el pare. Allà, va estudiar ciències polítiques a la Universitat de Nairobi durant un breu període, el 1975.
Iman és musulmana. Parla amb fluïdesa cinc idiomes: somali, àrab, italià, francès i anglès.

## Carrera

### Modelatge
El 1975, Iman va ser reclutada com a model pel fotògraf estatunidenc Peter Beard i va ser portada als Estats Units. El seu primer treball en el modelatge va ser per a la revista Vogue l'any següent.
Amb motiu del seu coll esvelt, estatura alta, figura gallarda, trets fins, pell de color coure i accent exòtic, Iman va esdevenir un èxit immediat en el món de la moda, tot i que ella afirma que el seu aspecte és simplement i típicament somali. Va ser la model principal de la col·lecció d'Yves Saint-Laurent d'alta costura inspirada en les reines africanes, fet que recorda com el moment més important de la seva carrera.
També ha treballat amb molts fotògrafs notables com Helmut Newton, Richard Avedon, Irving Penn i Annie Leibovitz.

### Interpretació
Com a actriu, interpretà a una canviant Martia a la pel·lícula de 1991, Star Trek: The Undiscovered Country, i va participar al film oscaritzat Out of Africa, al costat de Robert Redford i Meryl Streep. També va realitzar una aparició especial al videoclip de la cançó «Remember the time» de Michael Jackson el 1992.
El maig de 2007, va presentar la seva pròpia col·lecció d'accessoris IMAN Global Chic al canal de televisió Home Shopping Network. A més, és la directora executiva d'IMAN Cosmetics, Skincare & Fragrances, una línia de productes de bellesa pensada per a les dones negres.
Treballa per l'agència de models One Management a Nova York, i per a Independent Models a Londres. A més, és la portaveu del programa Keep a Child Alive, el qual proveeix de medicaments a infants i famílies que pateixen la sida a l'Àfrica i a la resta de països en vies de desenvolupament.

## Vida privada
Es va casar per primera vegada als 18 anys amb Hassan, un jove empresari somali i executiu de Hilton Hotels. El matrimoni es va acabar uns anys més tard quan es va mudar als Estats Units per a seguir la carrera com a model.
El 1977, es va casar amb el jugador de bàsquet Spencer Haywood. La seva filla, Zulekha Haywood, va néixer l'any següent. La parella es va divorciar el febrer de 1987.
El 24 d'abril de 1992, es va casar amb el músic anglès David Bowie en una cerimònia privada a Lausana. El casament es va solemnitzar més tard el 6 de juny a Florència. Tenen una filla, Alexandria Zahra Jones, nascuda el 15 d'agost de 2000. També és la madrastra del fill de Bowie d'un matrimoni anterior, el director de cinema Duncan Jones. Iman i la seva família residien principalment a Manhattan i Londres. Quan Bowie va morir el 10 de gener de 2016, Iman li va escriure en homenatge que «la lluita és real, però també ho és Déu».